# Witalij Kłyczko

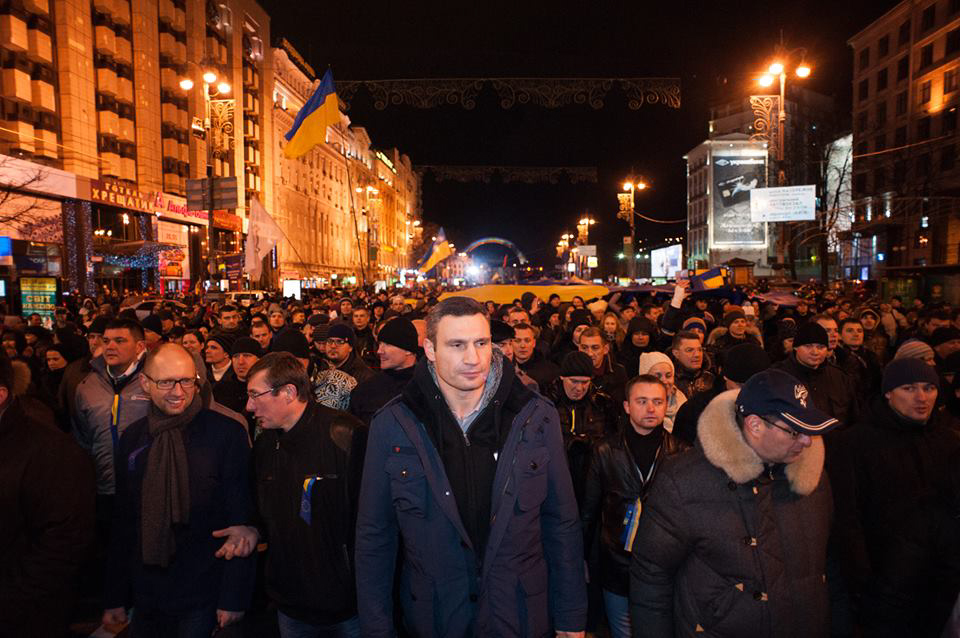
Witalij Kłyczko w czasie protestów na Ukrainie, 2013

Witalij Wołodymyrowycz Kłyczko (ukr. Віталій Володимирович Кличко, ros. Виталий Владимирович Кличко, Witalij Władimirowicz Kliczko; ur. 19 lipca 1971 w Biełowodskoje) – ukraiński bokser wagi ciężkiej i polityk, założyciel partii politycznej Ukraiński Demokratyczny Alians na rzecz Reform, od 5 czerwca 2014 mer Kijowa, od 12 października 2008 do 16 grudnia 2013 roku mistrz świata organizacji WBC w kategorii ciężkiej. W swojej karierze pokonał 15 zawodników o tytuł mistrza świata wagi ciężkiej. Starszy brat innego bokserskiego czempiona, Wołodymyra Kłyczki.

## Życiorys

### Edukacja
Studiował sport na Uniwersytecie Kijowskim. 29 lutego 2000 roku obronił pracę doktorską.
Uważa się za rosyjskojęzycznego Ukraińca. Zna również język ukraiński, choć jak sam przyznaje „niezbyt dobrze”. Biegle włada niemieckim i angielskim, dobrze rozumie polski (w czasach kariery amatorskiej wielokrotnie trenował na warszawskim AWF-ie).

### Kariera sportowa
Jako amator był kilkukrotnym mistrzem świata w kick-boxingu w formule full contact oraz wicemistrzem świata w boksie w wadze superciężkiej. W zawodowym boksie zadebiutował 16 listopada 1996 roku, pokonując w drugiej rundzie Amerykanina Tony’ego Bradhama. W 1999 roku zdobył tytuł mistrza świata organizacji WBO pokonując przez nokaut Herbiego Hide’a. W kwietniu 2000 roku Witalij Kłyczko stracił tytuł na rzecz Chrisa Byrda. 21 czerwca 2003 roku walczył z Lennoxem Lewisem o pasy WBC i IBO. Sędzia nie dopuścił go do 7. rundy wskutek obrażeń odniesionych w walce. Z powodu zakończenia kariery przez Lewisa nie doszło do rewanżu. 24 kwietnia 2004 roku zdobył tytuł mistrza świata organizacji WBC, pokonując w 8. rundzie Corrie’ego Sandersa. Po pokonaniu 11 grudnia 2004 roku Danny’ego Williamsa Kłyczko ogłosił zakończenie sportowej kariery. Powrócił jednak na ring po kilkuletniej absencji 11 października 2008 roku. Podczas gali w berlińskiej O2 World Arena Ukrainiec pokonał przez TKO w 8. rundzie Nigeryjczyka Samuela Petera, odbierając mu mistrzostwo świata wagi ciężkiej organizacji WBC.
W kolejnych obronach pasa WBC pokonał m.in. Juana Carlosa Gómeza (TKO w 9. rundzie; 21.03.2009), Chrisa Arreolę (TKO w 10. rundzie; 26.09.2009), Kevina Johnsona (jednogłośna decyzja; 12.12.2009), Alberta Sosnowskiego (KO w 10. rundzie; 29.05.2010), Shannona Briggsa (jednogłośna decyzja; 16.10.2010) oraz Odlaniera Solísa (TKO/kontuzja kolana w 1. rundzie; 19.03.2011).
10 września 2011 roku na nowo otwartym Stadionie Miejskim we Wrocławiu, w dziewiątej z kolei obronie tytułu, pokonał przez techniczny nokaut w dziesiątej rundzie Tomasza Adamka.
18 lutego 2012 roku w kolejnej obronie tytułu wygrał jednogłośnie na punkty z Dereckiem Chisorą. W następnej jedenastej walce broniącej tytuł, 8 września 2012 roku w Moskwie. Ukrainiec pokonał przez nokaut techniczny w 4 rundzie Niemca Manuela Charra.
15 grudnia 2013 Zarząd federacji WBC podjął decyzję przyznania Kłyczce statusu „Mistrza w zawieszeniu”. Tym samym utracił on tytuł mistrza świata z prawem walki w każdej chwili i w pierwszej kolejności o ponowny tytuł.
Jego wieloletnim trenerem był Niemiec Fritz Sdunek.

### Kariera polityczna
W kwietniu 2010 roku założył partię polityczną Ukraiński Demokratyczny Alians na rzecz Reform (UDAR), której został przewodniczącym. Dwukrotnie kandydował na stanowisko mera Kijowa. W 2006 roku poparło go 23% głosujących (3. miejsce), a w 2008 – 17,9% (3. miejsce). Od 2012 jest deputowanym Rady Najwyższej Ukrainy.
Odgrywał ważną rolę podczas protestów na Ukrainie na przełomie 2013/2014. Początkowo zadeklarował start w przyśpieszonych wyborach prezydenckich w 2014, jednak potem zmienił decyzję ofiarując swoje wsparcie dla kandydatury Petra Poroszenki. Jednocześnie wyraził chęć wzięcia czynnego udziału w wyborach na mera Kijowa, które wygrał 25 maja 2014 roku. 5 czerwca nastąpiło uroczyste zaprzysiężenie. 4 marca 2022 roku podczas 9. Szczytu Miast i Regionów w Marsylii został mianowany honorowym członkiem Europejskiego Komitetu Regionów. 31 lipca 2022 roku został odznaczony tytułem honorowego obywatela m.st. Warszawy.
W 2013 odznaczony gruzińskim Prezydenckim Orderem Doskonałości.